# Fractale
Fractale (jap. フラクタル, Furakutaru) ist der Titel eines von September 2010 bis November 2011 erschienenen Mangas, der von Mutsumi Akasaki gezeichnet wurde. Er entstand im Zusammenhang mit der gleichnamigen Anime-Fernsehserie, die Anfang 2011 im japanischen Fernsehen gezeigt wurde. Die Handlung, die sowohl Grundlage des Mangas als auch des Animes ist, wurde dabei von dem Kulturkritiker Hiroki Azuma in Zusammenarbeit mit der Drehbuchautorin Mari Okada und dem Regisseur der Serie Yutaka Yamamoto geschrieben. Die Animation der im Sendeblock noitaminA laufenden Serie wurde von den Studios A-1 Pictures und Ordet erstellt.

## Handlung
Die Handlung spielt in einer weit entfernten Zukunft, die jedoch ihre Blüte bereits hinter sich hat. In dieser wächst der Junge Clain unter der Obhut so genannter Doppels auf, die sich anstelle seiner Eltern um ihn kümmern. Im Verlauf wird dabei ersichtlich, dass nahezu jeder Mensch einen solchen ‚Roboter‘ als Ersatz hat, der jegliche unbequeme Arbeit an seiner Stelle übernimmt. Ihre Existenz lässt sich auf das Fractale-System zurückführen, das für die Erstellung der Holographien verantwortlich ist. Clain fühlt sich aber eher von aus seiner Sicht nostalgischen Dingen angezogen, die es vor der Entwicklung von Fractale gegeben hatte.
Auf einem Ausflug trifft Clain auf die ihm mysteriös erscheinende Phryne, einem etwas älter wirkenden Mädchen, das vor einer Gruppe von Verfolgern auf der Flucht ist. Er kann ihr dabei folgen und schon bald können sich beide miteinander anfreunden. Dies veranlasst sie, bei Clain Unterschlupf zu suchen. Trotz aller Freude über die erste Begegnung verschwindet Phryne in der Nacht, hinterlässt aber einen Gegenstand, den Clain nicht so recht einzuschätzen weiß.

## Charaktere
Clain (クレイン, Kurein)
Er ist ein eher zurückhaltender Junge mit großem Interesse an Dingen, die bereits vor dem Fractale-System existierten. Entsprechend ist er im Umgang mit älteren Technologien geübt, sieht sich aber bald mit einer starken Umstellung seines Lebens konfrontiert. Schon bald findet er mehr über die Hintergründe des langsam sich zu Ende neigenden Fractale heraus und findet mit Phryne, Nessa und einer Truppe von Revolutionären schnell neue Freunde. Durch seine Nähe zu den weiblichen Hauptfiguren wird er dabei nur allzu gern als Perversling bezeichnet, was ihm, dem unerfahrenen Jungen, überaus peinlich ist.
Phryne (フリュネ, Furyune)
Phryne ist die Tochter eines Priesters und befindet sich vor ihrer ‚Familie‘ auf der Flucht. Wie sich herausstellt, ist Phryne jedoch nicht die einzige Tochter, sie ist gar von einer Vielzahl ihrer selbst umgeben, da sie massenhaft geklont wurde. Sie selbst ist überaus eigensinnig, verfällt schnell in Wut und gibt sich immer wieder sehr freizügig, da sie kein Schamgefühl empfindet. Mit der Zeit entwickelt sie eine enge Beziehung zu Clain und Nessa.
Nessa (ネッサ)
Nessa ist ein Doppel von Phryne und ist ihr jüngeres Ebenbild. Im Gegensatz zu anderen Doppels kann sie von Clain direkt gesehen und berührt werden, wenn ihre Stimmungslage es zulässt. Sie ist dabei überaus energetisch, liebt es zu lachen und auf Entdeckungsreisen zu gehen, wobei sie unwillkürlich Clain in schwierige Situationen bringt, ohne dies jedoch zu beabsichtigen.

## Entstehung und Veröffentlichungen
Fractale war direkt als Franchise ausgelegt und so wurden die verschiedenen Medien bereits im Vorfeld geplant und teilten sich dadurch die Autoren der Handlung.

### Manga
Noch vor der Ausstrahlung des Animes begann die Veröffentlichung des Mangas. Er wird von Mutsumi Akasaki gezeichnet und startete in dem Onlinemagazin Gangan Online von Square Enix am 30. September 2010. Nach Auseinandersetzungen der Zeichnerin mit Yutaka Yamamoto im Sommer 2011, endete der Manga am 17. November 2011 nach 13 Kapiteln. Zwei Zusammenfassung der Kapitel als Tankōbon wurden am 22. Januar 2011 und am 22. Juli 2011 veröffentlicht.
- Bd. 1: ISBN 978-4-7575-3124-6, 22. Januar 2011
- Bd. 2: ISBN 978-4-7575-3288-5, 22. Juli 2011

### Anime
Die elf Folgen umfassende Anime-Fernsehserie Fractale wurde in einer Zusammenarbeit von A-1 Pictures und Ordet produziert. Die Regie übernahm Yutaka Yamamoto. Er arbeitete ebenfalls zusammen mit dem Kulturkritiker Hiroki Azuma und der Drehbuchautorin Mari Okada die Handlung heraus. Die Leitung der Animation übernahm Masako Tashiro, der das Character Design von den Entwürfen des Illustrators Hidari ableitete, aber auch einige größere Änderungen vornahm. So wich die Darstellung vom ursprünglichen Konzept relativ stark ab.
Die Erstausstrahlung der Serie begann in der Nacht des 14. Januar 2011 (und damit am vorherigen Fernsehtag) auf Fuji Television und endete am 1. April. Einige Tage bis Wochen nach Beginn der Ausstrahlung begannen auch die Sender KTV, THK, Sakuranbo Television und BS-Fuji mit der Übertragung. Eine zweite Ausstrahlungsperiode war für den April 2011 festgesetzt.
Neben der Ausstrahlung im Fernsehen wurde die Serie auch als Streamingangebot von Funimation im nordamerikanischen Raum angeboten, die etwa eine Stunde nach der Erstausstrahlung erhältlich war. Aufgrund einer Beschwerde des Produktionskomitees wegen illegaler Verbreitung musste die Übertragung vorübergehend ausgesetzt werden. Die Serie durfte später weiter übertragen werden, nachdem Funimation Bemühungen zeigte, gegen die illegale Verbreitung der Serie vorzugehen.

#### Synchronisation
| Rolle         | japanischer Sprecher (Seiyū) |
| ------------- | ---------------------------- |
| Clain Necran  | Yū Kobayashi                 |
| Phryne        | Minami Tsuda                 |
| Nessa         | Kana Hanazawa                |
| Sunda Granitz | Shintaro Asanuma             |
| Enri Granitz  | Yuka Iguchi                  |

#### Musik
Down by the salley gardens my love and I did meet;

She passed the salley gardens with little snow-white feet.

She bid me take love easy, as the leaves grow on the tree;

But I, being young and foolish, with her did not agree.
In a field by the river my love and I did stand,

And on my leaning shoulder she placed her snow-white hand.

She bid me take life easy, as the grass grows on the weirs;

But I was young and foolish, and now am full of tears.
Die Hintergrundmusik des Animes wurde von Sōhei Shikano komponiert und arrangiert. Im Vorspann, der in Anspielung an den Titel zahlreiche Animationen von Fraktalen aufweist, wurde eine Kurzfassung des Titels Harinezumi (ハリネズミ, dt. „Igel“) gespielt. Der Abspann verwendete den Titel Salley Gardens (サリーガーデン), der eine Reinterpretation des 1889 von William Butler Yeats geschriebenen Stückes Down by the Salley Gardens ist. Der Titel wurde dabei sowohl in einer englischen als auch in einer japanischen Fassung aufgenommen. Beide Titel, bzw. alle drei Fassungen, wurden von Hitomi Azuma gesungen. Als Single erschienen der Vorspann und die englische Fassung des Abspanns am 9. März 2011 bei Epic/Sony Records.

### Roman
Hiroki Azuma schrieb zum Franchise den Fortsetzungsroman Fractale/Reloaded (フラクタル/リローデッド, Furakutaru/Rirōdeddo) der vom 6. Januar bis 6. April 2011 in Media Factorys Literaturmagazin Da Vinci (Ausgaben 2/2011 bis 5/2011) erschien. Dieser spielt im Vergleich zum Anime etwa 200 Jahre später.